# ヴァード作戦

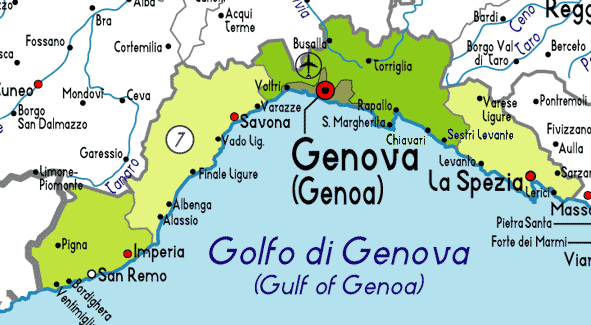
ジェノヴァと軍港ラ・スペツィア（2004年時点） 両都市を含むリグーリア州はイタリア北西部に広がり、フランスとも接している

ヴァード作戦 (Opération Vado) は、第二次世界大戦中の1940年6月14日に実施されたフランス海軍地中海艦隊による軍港ジェノヴァを中心としたイタリア本土への攻撃である。

## 背景
当時はドイツによるフランス占領、アフリカ北西部の占領が完了していたが、ドイツによるバルカン半島侵攻、独ソ戦はまだ始まっていない。この時、地中海を挟んでフランスと対峙していたイタリアは6月10日に枢軸側に立ってフランスとイギリスに宣戦布告した。イタリアの目的はフランスが降伏する前にフランスの領土を獲得する事であった。そのため、フランスがドイツにより弱体化した時期を見計らって参戦したのであった。
これに対し、フランス陸軍はイタリアとの国境に近い箇所に残存兵力を輸送し侵攻に備え、フランス海軍は非活発なドイツ海軍をフランス大西洋艦隊に任せ、イタリア海軍への対抗として仏領アルジェリアメルセルケビール軍港に高速戦艦「ダンケルク級」2隻を擁する第1艦隊(第1戦艦戦隊、第4巡洋艦戦隊、第2軽戦隊および空母ベアルン)を待機させ、旧式ながら有力な火力を持つ戦艦「ロレーヌ」を英領アレキサンドリアに派遣した。イタリア参戦時にはトゥーロンに第3艦隊(第1巡洋艦戦隊、第2巡洋艦戦隊、および第3軽戦隊)、アルジェに「プロヴァンス級」2隻から成る第2戦艦戦隊と巡洋艦戦隊2隊があり、他に仏領チュニジアのビゼルトに潜水艦戦隊6隊が派遣されてイタリアを迎え撃つ態勢であった。超弩級戦艦5隻、巡洋艦10隻、大型駆逐艦28隻、汎用駆逐艦20隻、潜水艦58隻を数える有力な勢力を布陣した。
これに対し、この時期のイタリア海軍の主要艦艇は戦艦5隻、重巡洋艦7隻、軽巡洋艦12隻、潜水艦108隻であったが、主力艦である戦艦のうち実戦可能なのは近代化改装が終了したばかりのコンテ・ディ・カブール級2隻と超弩級戦艦ヴィットリオ・ヴェネト級「ヴィットリオ・ヴェネト」の3隻でしかなく、更にヴィットリオ・ヴェネトは5月に完成したばかりで艦は多くの手直し箇所を抱えており、将兵の訓練も未了で戦力に数えられなかった。
イタリアの参戦に対し、フランス海軍はイタリア海軍の出鼻をくじくために大胆にもイタリア本土への艦砲射撃を企画した。フランス海軍は5隻の超弩級戦艦を有していたが、フランス海軍総司令官フランソワ・ダルラン元帥 (François Darlan) は攻撃に必要なのはスピードだと考え、艦砲射撃に用いるのは高速の重巡洋艦を中心に戦力を編成した。これにより戦隊速力は最低でも31ノットで充分に高速であった。
攻撃目標はジェノヴァおよびサヴォーナ周辺であり、第3艦隊司令長官エミール・アンドレ・アンリ・デュプラ中将を指揮官に前者には重巡洋艦「デュプレクス」、「コルベール」、第7駆逐隊（駆逐艦アルバトロス、ヴォートゥール）、第3駆逐隊（駆逐艦ゲパール、ヴァルミ、ヴェルデュン）が、後者には重巡洋艦「アルジェリー」、「フォッシュ」、第1駆逐隊（駆逐艦ヴォーバン、リヨン、エーグル）、第5駆逐隊（駆逐艦タルテュ、シュヴァリエ・ポール、カサール）が向かった。

## 経過
攻撃部隊は6月13日の夜にトゥーロン軍港より出撃し、途中で二手に分かれた。そして、陽動としてその日の深夜にフランス駆逐艦隊によるイタリア国境に近いリグーリア沿岸を艦砲射撃、そしてフランス空軍も爆撃機9機が出撃してサヴォーナとジェノヴァの町を爆撃した。そして本命である二つの戦隊は闇夜に紛れてフランス沿岸を速力15ノットで巡航してイタリアの領海に入った。
6月15日早朝4時26分に両部隊は攻撃を開始した。重巡洋艦アルジェリーとフォッシュはそれぞれヴァード・リーグレとサヴォーナの目標に対して砲撃を行った。イタリア陸軍も沿岸砲台で応戦するも高速航行するフランス戦隊を捉えることはできず、砲撃戦隊は一通り射撃を加えた後撤退した。また、イタリアの装甲列車もフランス艦隊に対して攻撃を行った。フランス艦隊に対し、沿岸哨戒にあたっていたイタリア海軍の魚雷艇MAS535とMAS539が攻撃を試み、MAS539が雷撃を行ったが命中しなかった。また、撤収するフランス艦隊に対してMAS534とMAS538が雷撃を行ったが、これも命中しなかった。
一方、重巡洋艦デュプレクスとコルベールはジェノヴァ西の工業地帯を砲撃した。これに対し、付近で機雷敷設艦の護衛中であったイタリア駆逐艦クルタトーネ級「カタラフィミ」は魚雷攻撃を行うべく接近したが、カタラフィミはアルバトロスおよびヴォートゥールの迎撃を受けた。この時クルタトーネ級は1922年に竣工した旧式であるため1938年に同海軍で水雷艇に類別変更されたロートルであったが、果敢にもカタラフィミの艦長は単艦でフランス戦隊に突撃を敢行した。カタラフィミは10.2cm（45口径）連装速射砲2基4門を敵めがけ乱射し、目に付いた仏駆逐艦に45cm三連装魚雷発射管を向けて雷撃を放ったが、仏駆逐艦はその高速力を持って魚雷の回避に成功した。また、アルバトロスがジェノバの西にあった砲台からの砲撃により6インチ砲弾1発が命中して損傷した。ジェノヴァ砲撃戦隊の司令官はこれ以上の砲撃は敵を呼び寄せるだけと判断して撤退を開始した。
この攻撃で二つの戦隊が受けた損傷は大型駆逐艦「アルバトロス」1隻中破だけで、有力な勢力を持つ敵国の国土を艦砲射撃を行った事例で奇跡的とも言えるほどの微弱な損害を受けただけであった。